# Mânio Acílio Glabrião (cônsul em 91)
Mânio Acílio Glabrião (em latim: Manius Acilius Glabrio; m. 95) foi um senador romano eleito cônsul em 91 com o futuro imperador Trajano. Apesar de ter sido um dos muitos senadores executados durante os difíceis anos finais de Domiciano acusados de conspiração, ele foi lembrando por seus contemporâneos por sua força. Domiciano convocou Glabrião durante seu consulado até suas terras em Alba Longa durante o festival da Juvenália para matar um grande leão e ele não apenas matou o animal, mas saiu ileso do enfrentamento. Logo depois, Domiciano o baniu e ordenou que ele fosse executado já no exílio.

## Família
Glabrião pertencia à gente Acília, uma família plebeia que aparece pela primeira vez no século III a.C. e que podia ostentar vários cônsules entre seus membros, começando com Mânio Acílio Glabrião, em 191 a.C.. O pai de Glabrião, que foi citado Juvenal como um homem muito idoso ainda vivo quando seu filho morreu, teria sido cônsul sufecto em uma data indeterminada durante o reinado de Nero;
Sua esposa foi identificada como sendo Árria Plária Vera Priscila, conhecida a partir de uma única inscrição. Os dois tiveram um filho, Mânio Acílio Glabrião, cônsul ordinário em 124.

## Possível cristão
Segundo Suetônio, Domiciano ordenou que diversos senadores e ex-cônsules, incluindo Glabrião, fossem executados acusados de conspiração. Eusébio faz alusão a esta proscrição de "homens bem nascidos e notáveis", mas não menciona o porquê Domiciano fez isto e nem fornece nomes. João Xifilino, falando das execuções de 95, afirma que alguns membros da família imperial e várias outras pessoas importantes foram condenadas por serem ímpios. Alguns escritores posteriores interpretaram esta acusação de "impiedade" contra Acílio Glabrião como evidência de que ele era um cristão enquanto que outros acreditaram que seria mais provável que ele tenha se convertido ao judaísmo.
A lenda de que Glabrião teria sido um dos primeiros cristãos ganhou força quando, em 1888, um túmulo dos Acílios Glabriões foi descoberto perto da Catacumba de Priscila. Apesar de as inscrições do túmulo mencionando a família tenham sido escritas usando uma forma utilizada gerações depois da época deste Mânio Acílio e sua esposa Priscila, na época muitos especialistas apressadamente citaram esta descoberta como uma prova certeira de sua história. Em 1931 P. Styger conseguiu demonstrar que as inscrições em pedra não pertenciam à câmara de fato, mas eram parte de um sepulcro que foi demolido para a construção da basílica de San Silvestro depois do século IV. Meio século depois, F. Tolotti conseguiu confirmar a interpretação de Styger ao identificar a área funerária de onde as inscrições se originaram.